# Lenderscheid
Lenderscheid ist ein Ortsteil der Gemeinde Frielendorf im nordhessischen Schwalm-Eder-Kreis.

## Geschichte

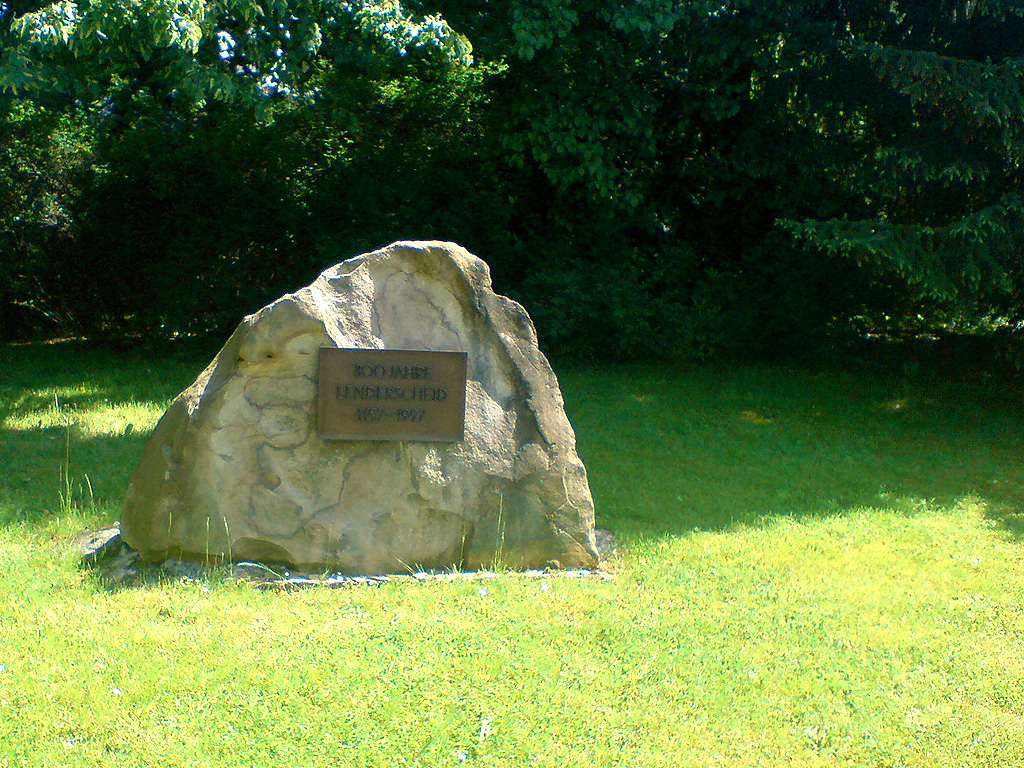
Gedenkstein 800 Jahre Lenderscheid

Der Ort ist bekannt als Schlagplatz für Quarzit-Werkzeuge aus der Zeit des Paläolithikums bis zum Neolithikum.
Die älteste bekannte schriftliche Erwähnung von Lenderscheid erfolgte unter dem Namen Lenterscheit im Jahr 1179. Lenderscheid gehörte wie viele weitere Ansiedlungen dieser Region im 12. Jahrhundert als Wirtschaftshof zum Prämonstratenserstift Spieskappel. Prägend wurde später der Einfluss der Familien von Gilsa und Baumbach, die Hof und Dorf nacheinander zu Lehen übernahmen.
Im Vorfeld der Gebietsreform in Hessen schloss sich am 15. September 1968 Lenderscheid mit Lanertshausen zur neuen Gemeinde Lenderscheid zusammen. Zum 1. Juli 1970 wurde die Gemeinde Siebertshausen auf freiwilliger Basis nach Lenderscheid eingemeindet. Lenderscheid wurde am 31. Dezember 1971, ebenfalls freiwillig, in die Gemeinde Frielendorf eingegliedert. Für die ehemals eigenständigen Gemeinden von Frielendorf wurde je ein Ortsbezirk mit Ortsbeirat und Ortsvorsteher nach der Hessischen Gemeindeordnung gebildet.

## Bevölkerung

### Einwohnerstruktur 2011
Nach den Erhebungen des Zensus 2011 lebten am Stichtag, dem 9. Mai 2011, in Lenderscheid 432 Einwohner. Darunter waren 6 (1,4 %) Ausländer.
Nach dem Lebensalter waren 78 Einwohner unter 18 Jahren, 165 zwischen 18 und 49, 105 zwischen 50 und 64 und 84 Einwohner waren älter. Die Einwohner lebten in 180 Haushalten. Davon waren 45 Singlehaushalte, 54 Paare ohne Kinder und 66 Paare mit Kindern, sowie 15 Alleinerziehende und 3 Wohngemeinschaften. In 39 Haushalten lebten ausschließlich Senioren und in 120 Haushaltungen lebten keine Senioren.

### Einwohnerentwicklung
| Quelle: Historisches Ortslexikon |                                                             |
| • 1585:                          | 42 Hausgesesse                                              |
| • 1681:                          | 28 Hausgesesse, 5 Ausschuss (zusammen mit Großropperhausen) |
| • 1783:                          | 64 Haushalte, 309 Menschen                                  |

| Lenderscheid: Einwohnerzahlen von 1783 bis 2017 | Lenderscheid: Einwohnerzahlen von 1783 bis 2017 | Lenderscheid: Einwohnerzahlen von 1783 bis 2017 | Lenderscheid: Einwohnerzahlen von 1783 bis 2017 | Lenderscheid: Einwohnerzahlen von 1783 bis 2017 |
| --- | ----------------------------------------------- | ----------------------------------------------- | ----------------------------------------------- | ----------------------------------------------- |
| Jahr |                                                 |                                                 |                                                 | Einwohner                                       |
| 1783 | 1783                                            |                                                 | 309                                             | 309                                             |
| 1800 | 1800                                            |                                                 | ?                                               | ?                                               |
| 1834 | 1834                                            |                                                 | 415                                             | 415                                             |
| 1840 | 1840                                            |                                                 | 447                                             | 447                                             |
| 1846 | 1846                                            |                                                 | 406                                             | 406                                             |
| 1852 | 1852                                            |                                                 | 393                                             | 393                                             |
| 1858 | 1858                                            |                                                 | 354                                             | 354                                             |
| 1864 | 1864                                            |                                                 | 358                                             | 358                                             |
| 1871 | 1871                                            |                                                 | 340                                             | 340                                             |
| 1875 | 1875                                            |                                                 | 322                                             | 322                                             |
| 1885 | 1885                                            |                                                 | 344                                             | 344                                             |
| 1895 | 1895                                            |                                                 | 342                                             | 342                                             |
| 1905 | 1905                                            |                                                 | 335                                             | 335                                             |
| 1910 | 1910                                            |                                                 | 341                                             | 341                                             |
| 1925 | 1925                                            |                                                 | 349                                             | 349                                             |
| 1939 | 1939                                            |                                                 | 334                                             | 334                                             |
| 1946 | 1946                                            |                                                 | 530                                             | 530                                             |
| 1950 | 1950                                            |                                                 | 488                                             | 488                                             |
| 1956 | 1956                                            |                                                 | 429                                             | 429                                             |
| 1961 | 1961                                            |                                                 | 418                                             | 418                                             |
| 1967 | 1967                                            |                                                 | 442                                             | 442                                             |
| 1980 | 1980                                            |                                                 | ?                                               | ?                                               |
| 1990 | 1990                                            |                                                 | ?                                               | ?                                               |
| 2000 | 2000                                            |                                                 | ?                                               | ?                                               |
| 2011 | 2011                                            |                                                 | 432                                             | 432                                             |
| 2017 | 2017                                            |                                                 | 452                                             | 452                                             |
| Datenquelle: Historisches Gemeindeverzeichnis für Hessen: Die Bevölkerung der Gemeinden 1834 bis 1967. Wiesbaden: Hessisches Statistisches Landesamt, 1968. Weitere Quellen: LAGIS; Gemeinde Frielendorf, Zensus 2011 |                                                 |                                                 |                                                 |                                                 |

### Historische Erwerbstätigkeit
| • 1783: | zwei Schmiede, ein Schneider, ein Leineweber, zwei Maurer, drei Branntweinschenken, ein Müller, ein Schreiner, ein Brauer, ein Schuhmacher, ein Musikant, ein Handelsjude, ein Lohnschäfer, ein Tagelöhner. |
| • 1838  | Familien: 323 Ackerbau, 14 Gewerbe, 36 Tagelöhner |
| • 1961  | Erwerbspersonen: 107 Land- und Forstwirtschaft, 67 produzierendes Gewerbe, 15 Handel und Verkehr, 14 Dienstleistungen und Sonstiges                                                                         |

### Historische Religionszugehörigkeit
| Quelle: Historisches Ortslexikon |                                                                                        |
| • 1861:                          | 393 evangelisch-reformierte, ein evangelisch-lutherischer, zwei katholische Einwohner. |
| • 1885:                          | 343 evangelische (= 100 %) Einwohner                                                   |
| • 1961:                          | 376 evangelische (= 89,95 %), 40 katholische (= 9,47 %) Einwohner                      |

## Religion
Die beiden evangelisch-reformierten Gemeinden Lenderscheid und Großropperhausen bilden ein Kirchspiel. Zur Kirchengemeinde Lenderscheid gehören auch die beiden Ortsteile Lanertshausen und Siebertshausen.

## Politik
Für Lenderscheid  besteht ein Ortsbezirk (Gebiete der ehemaligen Gemeinde Lenderscheid) mit Ortsbeirat und Ortsvorsteher nach der Hessischen Gemeindeordnung. Der Ortsbeirat besteht aus sieben Mitgliedern.
Bei den Kommunalwahlen in Hessen 2021 betrug die Wahlbeteiligung zum Ortsbeirat Lenderscheid 61,4 %. Alle Kandidaten gehörten der Liste „Wir für Lenderscheid“ an. Der Ortsbeirat wählte Jürgen Wettlaufer zum Ortsvorsteher.

## Kultur und Sehenswürdigkeiten

### Bauwerke

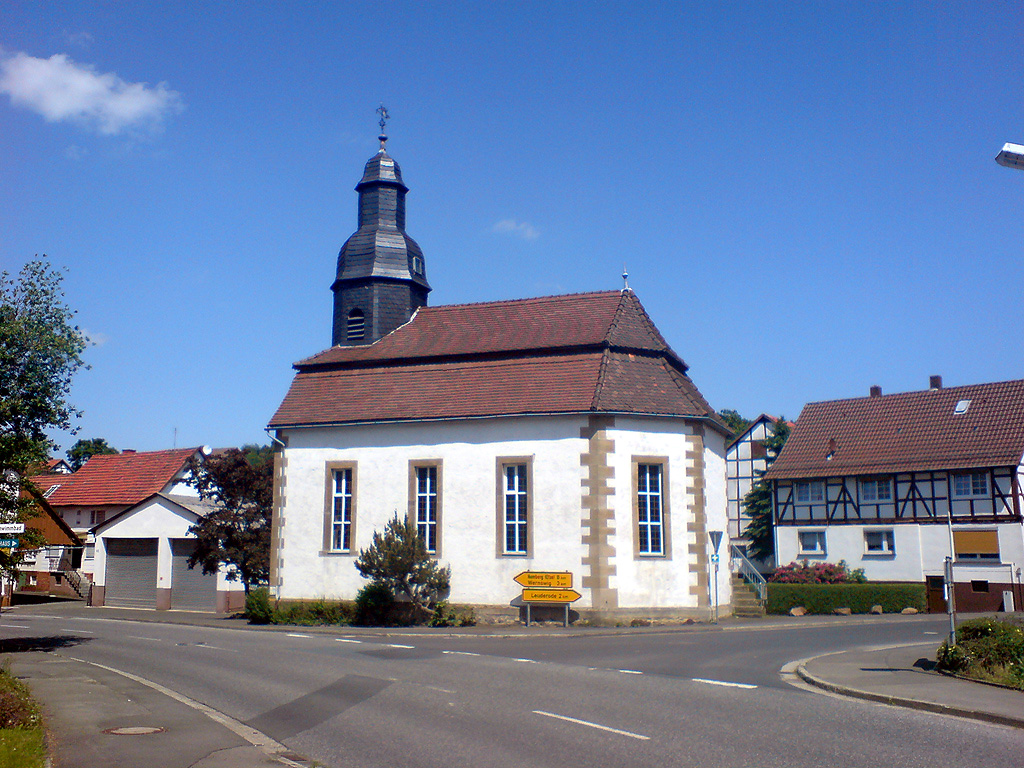
Evangelische Kirche Lenderscheid

Die evangelische Kirche in Lenderscheid wurde in den Jahren 1735 bis 1740 im barocken Baustil mit einem Mansarddach und einem zweistufigen, oktogonalen Dachreiter errichtet. Die Kanzel stammt aus der Bauzeit der Kirche. Das Gestühl im Langhaus und auf den Emporen wurde in der 2. Hälfte des 20. Jahrhunderts erneuert. Der Orgelprospekt stammt aus dem Jahr 1787 und befindet sich zentral über der dreiseitig umlaufenden Empore. Man betritt die Kirche durch das Portal im Westen, ein weiteres Portal an der Nordseite ist zugemauert. Auf der Südostseite führt ein Treppenzugang zur mit deren Wappen geschmückten Patronatsloge der Familie von Baumbach. Im Glockenstuhl befinden sich drei, auf 1965 datierte Glocken. Sie haben die Töne d", f" und g" und wurden gemeinsam mit den vier Großropperhäuser Glocken von der Glocken- und Kunstgießerei Rincker in Sinn gegossen.
In unmittelbarer Nachbarschaft zur Kirche befindet sich das Herrenhaus des heute nicht mehr bewirtschafteten ehemals baumbachschen Hofguts.
Für die Kulturdenkmäler des Ortes siehe die Liste der Kulturdenkmäler in Lenderscheid.

### Vereine und Gruppen
- Burschenschaft (Kirmesburschen)
- Damensingkreis
- Freiwillige Feuerwehr
- Heimat- und Verkehrsverein
- Jagdgenossenschaft
- Posaunenchor
- Sportverein 1974 Grün/Weiß Lenderscheid
- Dartverein "Schäle Fittche"

### Regelmäßige Veranstaltungen
- Kirmes (alle 2 Jahre im Juli)
- Aufstellung des Maibaums (jährlich am 1. Mai)

## Öffentliche Einrichtungen
- Kindergarten
- Fußballplatz
- Hessenhaus

## Persönlichkeiten
- Wilhelm Ludwig I. von Baumbach zu Lenderscheid (1710–1769), Begründer der Linie Lenderscheid der Familie von Baumbach
- Wilhelm Ludwig von Baumbach zu Lenderscheid (1741–1808), Kurhessischer Staatsminister, Abgeordneter der Reichsstände des Königreichs Westphalen
- Friedrich von Baumbach (1777–1851), kurhessischer Generalleutnant
- Ludwig von Baumbach-Lenderscheid (1779–1861), kurhessischer Oberstleutnant und Mitglied der kurhessischen Ständeversammlung
- Wilhelm von Baumbach (1799–1879), Kammerherr und Mitglied der kurhessischen Ständeversammlung
- Kurt Lotz (1912–2005), ehemaliger Vorstandsvorsitzender der Brown, Boveri und Cie. AG (BBC), später der Volkswagenwerk AG und des WWF (World Wild Fund for Nature) in Deutschland